# Perissoneura paradoxa
Perissoneura paradoxa är en nattsländeart som beskrevs av Mclachlan 1871. Perissoneura paradoxa ingår i släktet Perissoneura och familjen böjrörsnattsländor. Inga underarter finns listade i Catalogue of Life.